# Carl Frederik Bricka
Carl Frederik Bricka (Copenaghen, 10 luglio 1845 – Copenaghen, 23 agosto 1903) è stato uno storico e archivista danese.

## Biografia
Curò la pubblicazione del Dansk biografisk Lexikon, enciclopedia danese in 19 volumi (1887-1905).